# Rogério Peres Claro
Rogério Noel Peres Claro (n. 6 octombrie 1921, Setúbal, Portugalia – d. 2 noiembrie 2015) a fost un profesor în învățământul profesional tehnic, jurnalist și popularizator al istoriei orașului Setúbal.

## Biografie

### Pregătire academică
Rogério Peres Claro a urmat studii la Liceul Național din Setúbal (actuala Școală Secundară Bocage) și apoi a obținut o licență în filologie romanică la Universitatea din Lisabona. 

### Activitatea în domeniul educației
Rogério Peres Claro și-a început cariera didactică ca profesor în învățământul profesional tehnic în 1943, după care a fost director al Școlii Industriale și Comerciale din Estremoz (actuala Școală Secundară Rainha Santa Isabel) între 1952 și 1961 și al Școlii Industriale și Comerciale din Setúbal (actuala Școală Secundară Sebastião da Gama) între 1961 și 1970.
Între anii 1970 și 1975 a îndeplinit funcția de inspector provincial pe probleme de educație în Mozambic. Între anii 1979 și 1982 a fost director al Serviciilor de Educație și Cultură din Macao.

### Activitatea politică
Rogério Peres Claro a fost deputat în Adunarea Națională în legislatura a VII-a (1957-1961), ca reprezentant al circumscripției electorale Portalegre, și în legislaturile a IX-a (1965-1969) și a X-a (1969-1973), ca reprezentant al circumscripției Setúbal.
În cele trei legislaturi a fost secretar al Comisiei de Educație Națională, Cultură Populară și Interese Spirituale și Morale.
A fost subdelegat al Episcopiei de Setúbal în organizația de tineret Mocidade Portuguesa între anii 1949 și 1952, și vicepreședinte al Comisiei Districtuale Setúbal a partidului Uniunea Națională.
De asemenea, a fost președintele comitetului director al Grémio Nacional da Imprensa Não Diária.

### Activitatea jurnalistică
În afară de colaborarea dispersată la mai multe publicații periodice, Peres Claro a deținut și condus unele publicații:
- O Jornal de Estremoz (săptămânal fondat în 1955) - proprietar și redactor[7]
- A Voz do Desporto (1955) - proprietar[8]
- O Distrito de Setúbal (1951-2002) - director[9]
- Revista Cetóbriga, fondată în 1964 - director.[10]

## Onoruri
- Medalia de onoare a orașului Setúbal pentru activități culturale.

## Lucrări publicate

### Lucrări privind istoria orașului Setúbal
- Setúbal no Século XVIII : As Informações Paroquiais de 1758. Setúbal, 1957.
- Setúbal de há 100 anos : 1876. Setúbal, 1976
- Setúbal de há 100 anos : 1877. Setúbal, 1977
- Setúbal de há 100 anos : 1878. Setúbal, 1978
- Setúbal de há 100 anos : 1879. Setúbal, 1979
- Setúbal de há 100 anos : 1880-1881. Setúbal, 1985
- Setúbal de há 100 anos : 1882-1885. Setúbal, 1988
- Setúbal de há 100 anos : 1886-1887. Setúbal, 1991. ISBN: 972-9160-05-8
- O que era a Taxa Ad-Valorem : Para a História da Cidade de Setúbal. Setúbal, 1986
- Setúbal na História (coordonator). Setúbal : Liga dos Amigos de Setúbal e Azeitão, 1990.
- Um Século de Ensino Técnico Profissional em Setúbal: Da Escola de Desenho Industrial Princesa D. Amélia à Escola Seundária Sebastião da Gama: 1888-1988. Setúbal : Câmara Municipal de Setúbal, 2000. ISBN: 972-9016-34-8.
- Setúbal Após o Terramoto de 1755 : As Informação Paroquiais de 1758 Setúbal : Centro de Estudos Bocageanos, 2011, ISBN: 978-989-8361-06-6

### Alte lucrări
- Eça de Queirós e a Europa. Setúbal, 1958
- Homenagem Nacional a Bocage : II Centenário : Antologia. (selecție, prefață și note). Setúbal : Junta Distrital de Setúbal, 1965.
- Cartas do Diretor aos Alunos e Alunas da Escola Industrial e Comercial de Setúbal. Setúbal, 1972
- Versos do Cantador de Setúbal : António Maria Eusébio (O Calafate). (organizare, introducere și note).

1.º vol., Lisboa : Ulmeiro, 1985
2.º vol., Lisboa : Ulmeiro, 1985
3.º vol., Setúbal : Centro de Estudos Bocageanos, 2008
- Dr. Francisco Paula Borba : Primeiro Cidadão Honorário de Setúbal. Setúbal, 1986.
- A Administração Escolar em Macau : 1979-1982 : Da Repartição da Educação à Direção dos Serviços de Educação e Cultura. Com ALVES, Maria Irene. Macau : Direção dos Serviços de Educação e Juventude, 1997. ISBN: 972-8091-50-8

### Traduceri
- Duiliu Zamfirescu. Vida no campo (Viața la țară), în cotidianul O Século din Lisabona, numerele din 18 mai 1947 până în 28 iunie 1947 (în colaborare cu Victor Buescu);
- Panait Istrati. A Casa Thuringer. Lisboa, 1949.
- Cezar Petrescu. A Sinfonia Fantástica. Lisboa : Gleba, 1946 [11]